# آنا لیته
آنا لیته (انگلیسی: Ana Leite؛ زادهٔ ۲۳ اکتبر ۱۹۹۱) بازیکن فوتبال اهل پرتغال است.
از باشگاه‌هایی که در آن بازی کرده‌است می‌توان به باشگاه فوتبال اس‌جی‌اس اسن و باشگاه فوتبال اف‌سی‌آر ۲۰۰۱ دویسبورگ اشاره کرد.
وی همچنین در تیم ملی فوتبال زنان پرتغال بازی کرده‌است.